# Pride (álbum de Yaki-Da)
Pride (en español: Orgullo) es el álbum debut del dúo sueco Yaki-Da, publicado el 27 de enero de 1995. Fue un éxito en Europa, alcanzando el número 2 en Noruega y el puesto 40 en Suecia.

## Historia
Creado íntegramente en Suecia, Jonas Berggren es el productor, John Ballard el compositor, mientras que Radiant y Zal son los músicos de sesión. La fotografía estuvo a cargo de Michael Johansson y la portada; Linda y Marie vestidas de negro en un balcón; fue diseñada por René Hedemir.
La canción «I Saw You Dancing» fue lanzada como el sencillo principal en 1994. Alcanzó el top 10 en ocho países y el lugar 11 en la lista Dance Club Songs de los Estados Unidos.

## Lista de canciones
Todas las canciones fueron escritas por Jonas Berggren, a menos que se indique lo contrario.
1. Just a Dream – 3:20
2. I Saw You Dancing – 3:49
3. Pride of Africa – 3:37
4. Show Me Love – 3:29
5. Teaser on the Catwalk – 3:37 (Berggren y Marie Knutsten)
6. Another Better World – 3:46
7. Mejor Mañana – 3:25 (Berggren, John Ballard y Linda Schoenberg)
8. Deep in the Jungle (Berggren y Knutsen) – 4:13
9. Now I Want Love – 4:04 (Knutsen)
10. Pride of Africa (Remezcla) – 4:36
11. Show Me Love (Versión acústica) – 3:26
12. Rescue Me Tonight (Ballard y Knutsen) – 4:13